# 류이스 쿰파니스

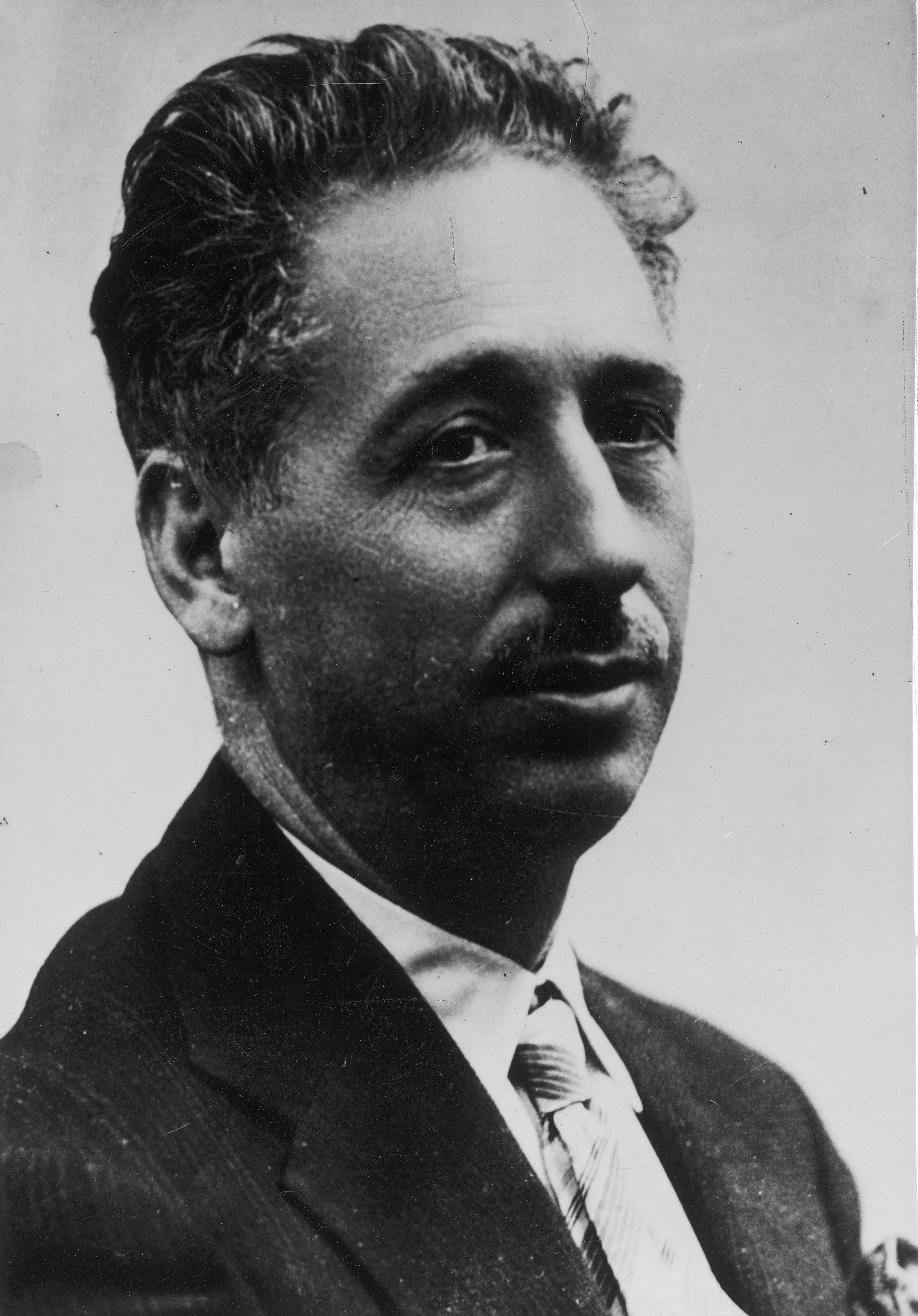

류이스 쿰파니스(Lluís Companys, 본명: Lluís Companys i Jover, 카탈루냐어 발음: [ʎuˈis kumˈpaɲs], 1882년 6월 21일 – 1940년 10월 15일)는 카탈루냐인 정치인으로 1934년부터 스페인 내전 동안 카탈루냐의 대통령을 역임했다.
쿰파니스는 노동운동에 밀접한 변호사였으며 1931년에 창설된 카탈루냐 공화좌파당(ERC)의 가장 저명한 지도자 중 한 명이었다. 스페인 제2공화국의 선포 및 첫 단계에서 중요한 역할을 했다. 1934년 전임 대통령 프란세스크 마치아(Francesc Macia)가 사망한 후 카탈루냐 총통의 대통령으로 임명된 그의 정부는 내부 어려움에도 불구하고 최근 획득한 카탈루냐 자치 정부를 통합하고 진보적인 의제를 실행하려고 노력했다. 10월 6일 스페인 정부에 우익 정당인 CEDA가 가입하는 것에 반대하여 그는 새로운 카탈루냐 국가를 선포했고, 이 국가로 인해 1934년부터 1936년까지 투옥되었다.
쿰파니스는 스페인 남북 전쟁 동안 카탈루냐 정부의 수장으로 남아 공화당 세력에 충성을 유지했다. 전쟁 후 프랑스로 망명한 그는 나치 독일 비밀경찰 게슈타포에 의해 체포되어 스페인 국가 프란시스코 프랑코에 넘겨졌고 1940년 처형되었다.

## 같이 보기
- 에스타디 올림픽 류이스 쿰파니스